# Ubaldo Arata
Pour les articles homonymes, voir Arata.
Ubaldo Arata (né le 23 mars 1895 à Ovada, au Piémont, et mort le 7 décembre 1947 à Rome) est un directeur de la photographie italien.

## Biographie
Assistant opérateur à L'Aquila Film de Turin dès 1911, il commence sa carrière de directeur de la photographie en 1915 et son inlassable activité se poursuivra jusqu'à sa mort en 1947, alors qu'il travaillait sur le tournage du film de Gregory Ratoff, Cagliostro, sorti en 1949. 
Il savait s'adapter aux différents styles des réalisateurs avec lesquels il collaborait, et s'il a été le chef opérateur d'un film comme Luciano Serra, pilote (1939), emblématique de l'ère mussolinienne, il fut aussi celui du néo-réalisme avec, en particulier, Rome, ville ouverte de Roberto Rossellini (1945).

## Filmographie partielle
- 1929 : Rails de Mario Camerini
- 1931 : Vous que j'adore (Rubacuori) de Guido Brignone
- 1931 : Corte d'Assise de Guido Brignone
- 1931 : Medico per forza de Carlo Campogalliani
- 1933 : Je vous aimerai toujours de Mario Camerini
- 1934 : La signora di tutti de Max Ophüls
- 1935 : Passaporto rosso de Guido Brignone
- 1935 : Aldebaran d'Alessandro Blasetti
- 1936 : Re di denari d'Enrico Guazzoni
- 1937 : La signora Paradiso d'Enrico Guazzoni
- 1939 : Luciano Serra, pilote de Goffredo Alessandrini
- 1941 : La Tosca de Carl Koch, film commencé par Jean Renoir
- 1942 : La Dame de l'Ouest de Carl Koch
- 1942 : Dans les catacombes de Venise (I due Foscari) d'Enrico Fulchignoni
- 1945 : Carmen de Christian-Jaque
- 1945 : Rome, ville ouverte (Roma, città aperta) de Roberto Rossellini
- 1945 : La vita ricomincia de Mario Mattoli
- 1946 : L'adultera de Duilio Coletti